# 織田秀孝
織田秀孝（1540年？—1555年），信秀第八個兒子，（一說七子）﹐母親為正室土田御前，一般都稱他為喜六郎。他的記載只在《信長公記》裡出現。根據《信長公記》的描述，喜六郎膚如白粉，唇如丹花，容貌美麗，是十足的美少年。

## 生平
1555年，叔父守山城主織田信次帶著家臣到領內的松川渡附近打獵，卻有個年輕武者騎馬經過。信次的家臣洲賀才藏認為該武者的行動太無禮，於是拿出弓箭向武者射去，武者當場墜馬身亡。後來上前查看武者相貌，才發現殺死的竟然是織田家當主信長的弟弟秀孝。毫無疑問的，這是個誤殺事件，信次嚇得棄守山城逃跑，而信次的家臣則是怕遭到信長報復，堅守守山城。由於秀孝也是信長和信行兩位兄長都非常疼愛的弟弟，信行因此還曾在守山城放火，信長與信行也都曾經為秀孝而攻擊守山城。
秀孝死後不知葬身何處，法名亦不詳，生平只有遇害一事流傳下來。